# Masacre de Ránquil

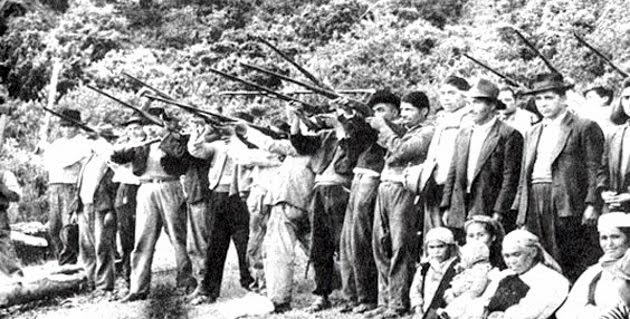
Sublevados de Ranquil

Lonquimay en la actual región de La Araucanía

La Masacre o Levantamiento de Ránquil fue una revuelta producida entre junio y julio de 1934, cuando grupos de colonos chilenos e indígenas pehuenches de la actual comuna de Lonquimay, protestaban en defensa de las tierras que les habían sido entregadas por el gobierno en 1928. En respuesta fueron violentamente reprimidos por la fuerza pública. El enfrentamiento se produjo luego de que los latifundistas de la zona comenzaran a presionar al gobierno para recuperar los predios que, a su entender, estaban siendo usurpados por los colonos. En una determinación mancomunada con los obreros de Lonquimay, los campesinos, ante la dilatada amenaza de desalojo, se levantaron en contra de la medida, pero fueron repelidos por batallones de policía fuertemente armados. La revuelta culminó con más de un centenar de víctimas, convirtiéndose en una auténtica masacre. La reacción legal del Estado frente a este levantamiento dejó un total de entre 150 y 500 fallecidos, convirtiéndose en una de las mayores tragedias de la historia de Chile.

## Antecedentes

### Origen del conflicto
El 23 de julio de 1881 se produce la firma del Tratado de 1881 entre Argentina y Chile, a partir del cual algunas autoridades chilenas comenzaron a planificar el desarrollo del territorio de Lonquimay como una zona de colonización para chilenos sin tierras, exmilitares de la ocupación de la Araucanía, así como migrantes chilenos hasta entonces residentes en la vecina provincia argentina de Neuquén. Esta idea se fortaleció, además, luego de aplastado el levantamiento mapuche de noviembre de 1881, que consolidó la presencia chilena en ese territorio.
En el marco de los primeros años de la administración chilena de la Araucanía, el Estado entregó en arriendo al veterano hacendado Francisco Puelma Castillo el fundo San Ignacio de Pemehue, con una extensión de más de 132.000 hectáreas. Sin embargo, y tras la muerte de Puelma en 1893, sus herederos organizados en torno a la Sociedad Puelma Tupper, no restituyeron la propiedad al Estado, iniciando una serie de intervenciones judiciales, hasta finalmente lograr el reconocimiento de la propiedad del fundo el 14 de agosto de 1929.
Junto al conflicto de la sucesión Puelma, en la cercana zona de Ralco se fue desarrollando otro en torno a la Sucesión Bunster Gómez, herederos del hacendado José Bunster. Esta empresa familiar fue acusada de usurpar tierras asociadas al títiulo de merced de la comunidad pehuenche Ralco, entre las que se cuentan las del cacique Maripe, que pierde su propiedad en 1916.

### La Colonia Agrícola de Ránquil
La conformación de grandes haciendas, en un territorio de apertura reciente a la colonización, causaron una importante controversia en la época, especialmente a partir de las demandas de los colonos organizados en el Sindicato Agrícola de Lonquimay, que fundado en abril de 1928, buscaba la entrega de tierras a colonos chilenos en la zona. La presión del sindicato, así como la realización de una audiencia entre Carlos Ibáñez del Campo y su principal líder, Juan Segundo Leiva Tapia, llevaron a que en julio de 1930 se desgajaran 30.000 hectáreas de la propiedad para el establecimiento de colonos y de una reserva fiscal. Este hito permite un importante asentamiento de colonos bajo la figura de la Colonia Agrícola de Ránquil, así como la expectativa de una mayor entrega de tierra para campesinos aún privados de ella y vinculados al Sindicato.
Junto a la actividad agrícola, muchos colonos desempeñaban labores como pirquineros en lavaderos de oro existentes en la zona. Para el desarrollo de sus actividades, tanto campesinos como mineros dependían de una red de pulperías que vendían suministros en la zona. La principal pertenecía al colono alemán Juan Arnoldo Smitmans, conocido como el cacique del trigo de Malleco, debido a su alta presencia en el negocio molinero en la zona. Dado el aislamiento de la zona, los intercambios en estas pulperías se producían a través de trueques, y no mediante dinero efectivo.
En julio de 1931 Carlos Ibáñez del Campo cae producto de una revuelta popular enmarcada en la grave crisis económica de la época, dando inicio a un periodo de turbulencia política que finaliza con un segundo ascenso al poder de Arturo Alessandri Palma, en diciembre de 1932. Bajo este nuevo gobierno se congela la entrega de tierras en la zona de Lonquimay, y se refuerza la defensa legal de los latifundios ya existentes. Así mismo, se inician acciones para revocar la entrega de tierras del periodo de Ibáñez, dando pie a una serie de enfrentamientos para desalojar a los campesinos, que pasaron a ser considerados ocupantes ilegales de sus tierras.
En un primer momento la dirección del Sindicato Agrícola se orienta a la subdivisión de los predios ya entregados, de forma de aumentar la cantidad de beneficiarios finales, aunque sea en modalidad de minifundio. Sin embargo, grupos de sindicalistas también comenzaron a tomarse tierras aún pertenecientes legalmente a la Sociedad Puelma Castillo, desatando posteriores acciones de desalojo por parte de la empresa.

## Levantamiento y Represión

### Levantamiento
Los desalojos iniciados con el gobierno de Alessandri continuaron hasta el invierno de 1934, coincidiendo con condiciones climáticas particularmente adversas para la supervivencia en la cordillera de los Andes. En este contexto, se produce el levantamiento de colonos desalojados, a los que se suman otros colonos ya asentados en años anteriores, así como trabajadores de la Sociedad Puelma Castillo, parte de los cuales eran indígenas pehuenches provenientes de Ralco. Entre estos se encontraba el cacique Maripe, desalojado de su propiedad en 1916 durante el conflicto con la sociedad Bunster Gómez. Durante estas acciones se intentó, sin éxito, incluir además a los obreros que trabajaban en el túnel las Raíces. Ante dicha situación, el gobierno del presidente Arturo Alessandri Palma envió una unidad de Carabineros y fuerzas militares a la zona, que comenzó a atacar a los insurgentes, lo que lejos de disolver la revuelta provocó la fusión de obreros y campesinos de las comunidades mapuches en un solo frente.
Una tesis sobre el origen del conflicto, basada en los resultados del proceso judicial de 1934, lo atribuye a un levantamiento de trabajadores de lavaderos de oro existentes en la zona. No obstante, otras fuentes señalan que mientras la gran mayoría de los manifestantes eran campesinos y colonos, los mineros sólo representaban el 16% del total.

### Consecuencias
Los amotinados se desplegaron en los alrededores, armados con escopetas y otros medios defensivos de distinta especie, y marcharon sobre Temuco. El gobierno —muy alarmado por los antecedentes de la República Socialista recién sofocada— envió a todo un regimiento de policías. La batalla se produjo cerca del Fundo Ránquil, donde los insurgentes fueron rodeados por Carabineros el día 6 de julio de 1934.
Existe discusión en torno al número de muertos por la represión. De acuerdo a testigos de la época, la cifras rondarían la centena, mientras que según el cronista Mario Cannobbio, el número efectivo de muertos se aproxima a 477, diferencia atribuible a que en esa época los individuos de pueblos originarios no estaban inscritos en libros oficiales del Registro Civil, por lo que el conteo de víctimas no era riguroso.

### Influjo comunista
A los conflictos de tierras preexistentes, la historiadora ruso-chilena Olga Ulianova atribuye un creciente influjo del Partido Comunista de Chile entre los trabajadores y colonos de la zona. En efecto, en 1933 el Sindicato de Lonquimay se incorpora a la Federación Obrera de Chile, y a finales de ese año Juan Segundo Leiva participa en un encuentro de la Internacional Comunista en Montevideo. A ello se suma el registro de un creciente número de militantes comunistas en las actividades del sindicato desde inicios de 1934.
De acuerdo a un informe enviado por el entonces secretario general del PC chileno Carlos Contreras Labarca al Politburó del PC de la URSS, las condiciones de conflicto existentes en Lonquimay a inicios de 1934 habrían hecho viable el establecimiento de un territorio autónomo en el sector, con características similares al entonces Sóviet de Jiangxi en China. A ello se suma que, producto de su aislamiento, Lonquimay sería capaz de resistir, lo que daría tiempo a los comunistas para aumentar su influencia en otras zonas del país. De acuerdo a otros autores, en los pueblos cercanos se habría alcanzado a realizar una incipiente actividad de propaganda y llamados a la formación de sóviets, lo que habría contribuido a un ánimo notoriamente anticomunista en la zona. La participación del PC en esta revuelta significó, en ese entonces, su primera aproximación a la problemática indígena, llamando a la devolución de tierras y al establecimiento de una República Araucana.

## Efectos
El principal efecto de la represión en Ránquil fue postergar indefinidamente el estudio de la Ley de Sindicalización Campesina, que sería promulgada recién a fines de los años 1960. Además, el gobierno de Alessandri fue duramente criticado por los partidos Socialista y Comunista en sesión del Congreso Nacional, por su forma de aplacar la revuelta.
En términos políticos, el levantamiento y posterior masacre de Ránquil pasaron a ser parte del acervo cultural de la izquierda política chilena, y en particular de la militancia comunista. En ese sentido, se le consideró un hito fundante en la unión de fuerzas de trabajadores, campesinos e indígenas. En honor a esta unión, en 1969 su nombre fue incorporado en el de la principal mancomunidad agraria del país: la Confederación Nacional Sindical Campesina e Indígena Ránquil.

## Influencia cultural
En el ámbito cultural, la masacre es mencionada por primera vez en la novela La Chica del Crillón, de Joaquín Edwards Bello. Posteriormente, Reinaldo Lomboy publica en 1942 la obra Ránquil, primera aproximación a la tragedia. En 1973 se publica la obra teatral Los que van quedando en el camino de Isidora Aguirre, y en 1998 Memorial de la Noche de Patricio Manns, donde se da un mayor protagonismo a los pehuenches de la revuelta.